# Флаг Троицкого сельского поселения (Омский район)
Флаг муниципального образования Тро́ицкое сельское поселение Омского муниципального района Омской области Российской Федерации — опознавательно-правовой знак, служащий официальным символом муниципального образования.
Флаг утверждён 29 сентября 2011 года решением Совета Троицкого сельского поселения № 25 и подлежит внесению в Государственный геральдический регистр Российской Федерации.

## Описание
«Флаг Троицкого сельского поселения Омского муниципального района Омской области представляет собой прямоугольное полотнище с отношением ширины флага к длине — 2:3. Через всё полотнище проходит красный клин, делящий флаг на 3 части. В верхнем левом углу на белом фоне изображено жёлтое солнце с лучами, центральная часть голубого цвета, нижняя зелёного».

## Обоснование символики
Солнце с лучами это символ семьи, тепла, душевного богатства.
Синий цвет полотнища символизирует полноводную реку, рост благосостояния, стремление вперёд.
Зелёный цвет — это поля, леса и их дары.
Красный цвет — это символ боевой славы.

## История
С 15 февраля по 15 апреля 2011 года, на основании постановления Администрация Троицкого сельского поселения № 23, был проведён конкурс на лучший проект символики Троицкого сельского поселения с целью создание символов Троицкого сельского поселения, расширения творческой инициативы жителей, привлечения общественности к разработке символов, которые отразят в себе лучшие исторические и культурные традиции поселения, духовное и идейное содержание дня сегодняшнего и оптимистическую устремленность в будущее.
В целях соблюдения профессиональных критериев при рецензировании результатов конкурса, была создана экспертная группа из состава членов конкурсной комиссии с привлечением специалистов в соответствующих областях. Обязательным условием конкурса было соблюдение преемственности исторических традиций поселения и мотивация использования цветовой гаммы и символов.